# Karl Schlösser (Fußballspieler)
Karl Schlösser (* 29. Januar 1912; † 1982) war ein deutscher Fußballspieler.

## Karriere

### Vereine
Schlösser gehörte von 1929 bis 1939 dem Dresdner SC an, für den er im Verband Mitteldeutscher Ballspiel-Vereine zunächst bis Saisonende 1932/33 in der Gauliga Ostsachsen aktiv war. Als Gewinner dieser Gauliga 1930, nahm er mit seiner Mannschaft an der Meisterschaftsendrunde teil und erreichte das Finale. Dieses gewann der Dresdner SC am 4. Mai 1930 gegen den Sieger des Gaus Nordwestsachsen, den VfB Leipzig mit 2:1.
Die Gauliga Ostsachsen wurde danach noch dreimal in Folge als Sieger abgeschlossen und auch das Finale dreimal erreicht.
Am 29. März 1931 wurde der SV Preußen Langensalza (Sieger Gau Wartburg) mit 6:0 geschlagen, am 17. April 1932 unterlag man dem Chemnitzer PSV (Sieger Gau Mittelsachsen), den man allerdings auf den Tag genau ein Jahr später mit 3:1 besiegte.
Die Gauliga Sachsen gewann Schlösser mit dem Dresdner SC diese am Ende der ersten Spielzeit 1934 sowie in seiner letzten Spielzeit für die Dresdener 1939. Später war er noch für den Planitzer SC aktiv.
Durch die Erfolge bedingt nahm er in den jeweiligen Jahren auch an der Endrunde um die Deutsche Meisterschaft teil. Nachdem er mit seiner Mannschaft anfangs noch das Halbfinale erreichte, ereilte ihn und seine Mannschaft das Aus im Viertel- und Achtelfinale, sowie nach der Gruppenphase. Im Tschammerpokal kam er einzig am 5. Dezember 1937 bei der 2:5-Niederlage im Halbfinale gegen Fortuna Düsseldorf und am 9. Oktober 1938 bei der 0:3-Niederlage im Achtelfinale gegen den TSV 1860 München zum Einsatz.

### Nationalmannschaft
Sein einziges Länderspiel für die A-Nationalmannschaft bestritt er am 26. April 1931 in Amsterdam gegen die Nationalmannschaft der Niederlande (1:1) und sorgte  mit seinem Tor in der 49. Minute für das Unentschieden.

## Erfolge
- Mitteldeutscher Meister 1930, 1931, 1933
- Gaumeister Ostsachsen 1930, 1931, 1932, 1933

## Sonstiges
Nach dem Ende des Zweiten Weltkriegs trainierte er unter anderen Union Ohligs und von 1952 bis 1954 den niedersächsischen Amateuroberligisten VfL Oldenburg, wo er bereits bis November 1949 tätig gewesen war.